# Christoffer Sundgren
Christoffer Sundgren (ur. 31 lipca 1989 w Sveg) – szwedzki curler, mistrz olimpijski z Pekinu 2022, wicemistrz olimpijski z Pjongczangu 2018, mistrz świata i Europy.
Jest otwierającym w drużynie Niklasa Edina.

## Życie prywatne
Christoffer Sundgren odbył studia inżynierskie na Uniwersytecie w Karlstadzie.

## Wyniki
- igrzyska olimpijskie
  - Pjongczang 2018 – 2. miejsce
  - Pekin 2022 – 1. miejsce
- mistrzostwa świata mężczyzn
  - Pekin 2014 – 2. miejsce
  - Halifax 2015 – 1. miejsce
  - Bazylea 2016 – 6. miejsce
  - Edmonton 2017 – 2. miejsce
  - Las Vegas 2018 – 1. miejsce
  - Lethbridge 2019 – 1. miejsce
  - Calgary 2021 – 1. miejsce
  - Las Vegas 2022 – 1. miejsce
  - Ottawa 2023 – 5. miejsce
- mistrzostwa Europy
  - 2014 - 1. miejsce
  - 2015 - 1. miejsce
  - 2016 - 1. miejsce
  - 2017 - 1. miejsce
  - 2018 - 2. miejsce
  - 2019 - 1. miejsce